# نذير العظمة
نذير العظمة (1930 - 27 يناير 2023) شاعر وأديب سوري، من أوائل الشعراء الذين كان لهم دور في تطوير القصيدة العربية الحديثة، فيما يعرف بالقصيدة المدورة.

## سيرة
ولد العظمة في العام 1930 في دمشق، وتخرج من كلية الآداب في جامعة دمشق، حاصل على درجة الدكتوراه في فلسفة الأدب من جامعة بورتلاند في الولايات المتحدة الأميركية (1969)، عمل أستاذا في الجامعات الأمريكية، وعمل أستاذ الأدب الحديث والمقارن بجامعة الملك سعود بالرياض. وفي عام 1957 شارك في تأسيس مجلة شعر.

## القصيدة المدورة
يعد العظمة من أوائل الشعراء الذين كان لهم دور في تطوير القصيدة العربية الحديثة، فزاوج بين الحداثة والأصالة مستعيناً بالفلكلور والأسطورة والتجربة الصوفية، كما ابتكر القصيدة المدورة الموزونة المنطلقة دون قافية.

## أبرز مؤلفاته
- رواية الشيخ ومغارة الدم

### الشعر
- «عتابا» 1952
- «جرحوا حتى القمر» 1955
- «اللحم والسنابل» 1957
- «غدا تقولين لا» 1959
- «أطفال في المنفى» 1960
- «الخضر ومدينة الحجر» 1979
- «زمن الفرات يتألف في القلب» 1981
- «نواقيس تموز» 1981
- «طائر الرعد» 1993

### مسرح
مسرحياته الشعرية
- «ابن الأرض» 1952
- «جراح من فلسطين» 1952
- «جسر الموتى» 1961

مسرحيات نثرية
- «سيزيف الأندلسي» 1975
- «طائر السمرمر»
- «أوروك تبحث عن جلجامش» 1986
- «المرايا» 1992
- «دروع امريء القيس» 1992

### دراسات أدبية
- عدي بن زيد العبادي
- حركة الشعر الحر
- الخالدون
- المعراج والرمز الصوفي
- بدر شاكر السياب
- جبران في ضوء المؤثرات الأجنبية
- المسرح السعودي
- أنا والحداثة ومجلة شعر…[3]